# Bruno Scipioni
Bruno Scipioni (Roma, 29 luglio 1934 – Roma, 5 dicembre 2019) è stato un attore italiano.
Ha svolto diverse parti in importanti film, tra le quali il cameriere che litiga con Peppino De Filippo nel film Letto a tre piazze.

## Biografia
Dopo essersi diplomato in ragioneria ha frequentato il Centro Sperimentale di Cinematografia.
Era il padre dell'attore, doppiatore, dialoghista e direttore di doppiaggio Carlo Scipioni e di Cristina Scipioni.
È morto a Roma il 5 dicembre 2019, all'età di 85 anni.

## Filmografia parziale

### Attore
- Il terrore della maschera rossa, regia di Luigi Capuano (1959)
- Letto a tre piazze, regia di Steno (1960)
- Fantasmi a Roma, regia di Antonio Pietrangeli (1961)
- Maciste contro lo sceicco, regia di Domenico Paolella (1962)
- La bellezza di Ippolita, regia di Giancarlo Zagni (1962)
- La ragazza di Bube, regia di Luigi Comencini (1963)
- Ursus gladiatore ribelle, regia di Domenico Paolella (1963)
- Gli eroi del West, regia di Steno (1963)
- Le ore nude, regia di Marco Vicario (1964)
- Maciste nelle miniere di re Salomone, regia di Piero Regnoli (1964)
- Romeo e Giulietta, regia di Riccardo Freda (1964)
- I gemelli del Texas, regia di Steno (1964)
- Deserto rosso, regia di Michelangelo Antonioni (1964)
- Genoveffa di Brabante, regia di José Luis Monter (1964)
- Tre per una rapina, regia di Gianni Bongioanni (1964)
- James Tont operazione U.N.O., regia di Bruno Corbucci (1965)
- Johnny Oro, regia di Sergio Corbucci (1966)
- Per un pugno di canzoni, regia di José Luis Merino (1966)
- Amore all'italiana, regia di Steno (1966)
- James Tont operazione D.U.E., regia di Bruno Corbucci (1966)
- Marinai in coperta, regia di Bruno Corbucci (1967)
- Io non protesto, io amo, regia di Ferdinando Baldi (1967)
- Dramma della gelosia (tutti i particolari in cronaca), regia di Ettore Scola (1970)
- Bianco, rosso e..., regia di Alberto Lattuada (1972)
- Le mille e una notte... e un'altra ancora!, regia di Enrico Bomba (1972)
- Paolo il caldo, regia di Marco Vicario (1973)
- Dov'è Anna?, regia di Piero Schivazappa (1976)
- La figliastra (Storia di corna e di passioni), regia di Edoardo Mulargia (1976)

## Doppiaggio
- John Capodice in Insieme per forza
- Joe Grifasi in Money Train
- Francisco Algora in Le avventure e gli amori di Lazaro De Tormes
- Wong Ing-Sik in L'urlo di Chen terrorizza anche l'Occidente
- Aldo Mengolini in L'anno del terrore
- Alvaro Vitali in Polvere di stelle

## Altre attività
- Testimonial pubblicitario dagli anni duemila insieme a Mauro Pirovano e in seguito con Victoria Cabello per l'analcolico Crodino, nel ruolo del barista "Dino".